# Waran Glauerta
Waran Glauerta (Varanus glauerti) – gatunek gada z rodziny waranowatych (Varanidae). Nazwany na cześć Ludwiga Glauerta. Nie jest zagrożony wyginięciem.

## Występowanie i biotop
Występuje w lasach deszczowych północnej Australii.

## Morfologia
Długość ciała do 80 cm.

## Ekologia i zachowanie

### Tryb życia
Prowadzi dzienny tryb życia.

### Pożywienie
Pokarm stanowią owady, ptaki oraz małe ssaki.

## Status
Międzynarodowa Unia Ochrony Przyrody (IUCN) uznaje warana Glauerta za gatunek najmniejszej troski (LC – Least Concern) nieprzerwanie od 2010 roku. Trend liczebności populacji uznawany jest za stabilny.